# Tranvia Tormini-Vestone-Idro
La tranvia Tormini-Vestone-Idro fu una linea tranviaria della rete extraurbana bresciana che collegava Tormini, frazione di Roè Volciano e stazione tranviaria della tranvia Brescia-Salò-Gargnano, a Vestone e a Idro.

## Storia

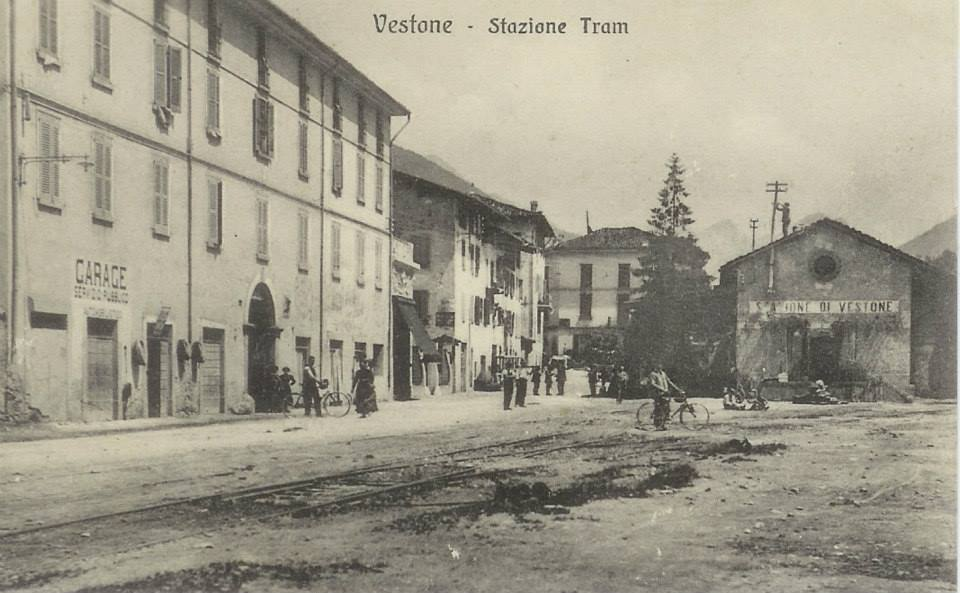
La stazione di Vestone

La sua nascita fu dovuta principalmente agli interessi della Ferriera Migliavacca di Vobarno di avere una linea di collegamento veloce con la ferrovia Milano-Venezia. Prima della sua costruzione, la provincia di Brescia aveva avanzato dei progetti miranti a collegare il capoluogo con Trento, tramite una linea ferroviaria passante accanto al Lago di Garda, oppure con Bolzano, attraverso la Val Sabbia e le Valli Giudicarie.
La Deputazione provinciale accettò la domanda dell'ingegnere Giovanni Corti per la costruzione di una linea tranviaria Brescia-Vobarno. Come avvenne per le altre concessioni tranviarie ottenute in provincia, egli cedette la concessione prima alla società inglese The Province of Brescia Steam Tramway Company Limited, poi alla belga Tramways à Vapeur de la Province de Brescia (TPB) che iniziò i lavori di costruzione. Il Ministero dei lavori pubblici autorizzò l'apertura della linea a patto che fossero garantiti almeno cinque metri di larghezza per la carreggiata non occupata dai binari nelle strade urbane, che salivano a sei per le extraurbane, e che le curve avessero un raggio minimo di 40 metri. Il primo tratto, da Brescia a Rezzato, fu aperto al servizio pubblico il 21 giugno 1881, Gavardo fu raggiunta il 1º ottobre, mentre quello conclusivo, fino a Vobarno, fu attivato l'8 dicembre.
L'amministrazione provinciale chiese subito il prolungamento fino a Barghe, mentre i comuni dell'Alta Val Sabbia chiesero che fosse raggiunta Vestone. La TPB accettò il prolungamento a condizione che la tranvia fosse raccordata alla ferriera di Vobarno. I lavori quindi proseguirono: il 14 giugno 1885 si raggiunse Barghe, il 19 settembre 1886 il tram arrivò a Ponte del Re, frazione di Nozza, mentre Vestone divenne capolinea dal 25 agosto 1887. Tre mesi prima, il 1º maggio 1887, fu attivata la tranvia che collegava Tormini a Salò: da allora il servizio principale fu deviato verso la linea gardesana, mentre il servizio verso la Val Sabbia fece capolinea a Tormini in coincidenza con le corse provenienti, o destinate, al capoluogo.
Nel maggio 1907, la Società Elettrica Bresciana (SEB) assunse l'esercizio della rete tranviaria extraurbana bresciana con lo scopo primario di passare alla trazione elettrica. I lavori per la conversione elettrica iniziarono nel 1914: il tratto rinnovato fu aperto al servizio pubblico il 20 aprile dello stesso anno.
Nella prima guerra mondiale, il fronte italiano era attestato a Ponte Caffaro dove era stata realizzata la Decauville Ponte Caffaro-Storo-Baitoni per il trasporto dei materiali. Su richiesta dello Stato Maggiore, tra l'aprile e il giugno 1917, la SEB prolungò la tranvia fino ad Idro aprendola all'esercizio, con trazione a vapore, il 10 luglio. Nello stesso tempo si approntarono studi e lavori per predisporre la posa dei binari fino a Ponte Caffaro. Il Genio Militare intese avere la nuova linea pronta in pochi mesi, sfruttando anche le potenzialità della ferrovia Rezzato-Vobarno e tramutando la stazione ferroviaria di Vobarno Ferriera in un punto di interscambio fra treni e tram. Agli inizi del 1918 si completò l'elettrificazione del nuovo tronco fino a Idro.
La conclusione della guerra sospese i progetti, lasciando in carico alla provincia diverse questioni, come il rimborso per le espropriazioni della Vestone-Idro e la prosecuzione dei lavori del Genio sulla Idro-Ponte Caffaro. Le offerte del Ministero della Guerra per la cessione dei lavori svolti sul tratto fino a Idro-Ponte Caffaro non furono accettate dall'amministrazione provinciale, perché ritenute eccessivamente onerose per le finanze dell'ente locale. Nel febbraio 1924, la Regia Commissione Straordinaria, che amministrava la provincia di Brescia in quel periodo, rinunciò a qualsiasi trattativa con le autorità militari e la tranvia rimase attestata a Idro.
Nel 1920, la SEB, nell'ambito dei piani di sviluppo che avevano portato anche all'acquisizione del servizio sulla parallela ferrovia, scorporò le proprie attività energetiche da quelle di trasporto, devolvendo queste ultime alla controllata Tramvie Elettriche Bresciane (TEB).
Quest'ultima, all'inizio degli anni trenta, iniziò la politica di soppressione delle linee tranviarie: nell'estate del 1931, fu soppresso il tronco Vestone-Idro a cui seguì, il 1º giugno 1932, quello tra Tormini e Vestone. Grazie al Regio Decreto del 14 ottobre 1932, n. 1496, che favoriva il passaggio dai servizi tranviari a quelli automobilistici, la TEB iniziò un servizio di autobus che fosse sostitutivo a quello tranviario lungo la relazione Vobarno Ferriera-Vestone-Idro. Il servizio tranviario fu mantenuto tra Tormini e Vobarno, trasferendolo sul tracciato ferroviario tra le stazioni di Tormini Stazione e Vobarno Ferriera, in attesa di costruire un raccordo fra ferrovia e tranvia nei pressi di quest'ultimo scalo. Tuttavia il raccordo non fu mai costruito, nonostante le richieste dei comuni della Val Sabbia, e il servizio tranviario fu soppresso nel novembre 1935.

## Caratteristiche
|  | Unknown route-map component "uexKDSTa" | Pier |  |

|  | Unknown route-map component "uexHST" |

|  | Unknown route-map component "uexBHF" |

|  | Unknown route-map component "uexBHF" |

|  | Unknown route-map component "uexHST" |

|  | Unknown route-map component "uexBHF" |

|  | Unknown route-map component "uexWBRÜCKE1" |

|  | Unknown route-map component "uexBHF" |

|  | Unknown route-map component "uexDST" |

|  | Unknown route-map component "uexHST" |

|  | Unknown route-map component "uexBHF" |

|  | Unknown route-map component "uexBHF" |

|  | Unknown route-map component "uexHST" |

| Unknown route-map component "exKBHFa" | Unknown route-map component "uexBHF" |  |  |

| Unknown route-map component "exLSTR" | Unknown route-map component "uexHST" |  |  |

| Unknown route-map component "exLSTR" | Unknown route-map component "uexHST" |  |  |

| Unknown route-map component "exLSTR" | Unknown route-map component "uexDST" |  |  |

| Unknown route-map component "exLSTR" | Unknown route-map component "uexHST" |  |  |

| Unknown route-map component "exLSTR" | Unknown route-map component "uexDST" |  |  |

| Unknown route-map component "exSTRl" | Unknown route-map component "uexmKRZu" | Unknown route-map component "exSTR+r" |  |

|  | Unknown route-map component "uexHST" | Unknown route-map component "exLSTR" |  |

|  | Unknown route-map component "uexABZg+l" | Unknown route-map component "exmKRZo" | Unknown route-map component "uexCONTfq" |

|  | Unknown route-map component "uexBHF" | Unknown route-map component "exHST" |  |

| 0  |
| 29 |

|  | Unknown route-map component "uexABZgl" | Unknown route-map component "exmABZg+r" |  |

|  | Unused straight waterway | Unknown route-map component "exBHF" |  |

|  | Unused urban continuation forward | Unknown route-map component "exCONTf" |  |

Al momento dell'apertura le rotaie impiegate erano di tipo Vignoles da 18 kg/m. A seguito del rinnovamento effettuato dalla Società Elettrica Bresciana, il peso delle nuove rotaie fu di 22 kg/m nei tratti extraurbani e di 34 kg/m in quelli urbani.
La trazione dei convogli era affidata a locomotive a vapore fino al 1914, quando la tranvia fu elettrificata a corrente continua da 1200 volt, estesa alla Vestone-Idro agli inizi del 1918.

### Percorso
La linea iniziava dalla stazione di Tormini, dove s'incrociava con la tranvia per Salò, Toscolano e Gargnano proseguiva per la provinciale IV Tormini-Barghe e la Strada statale 237 del Caffaro da Barghe fino a Vestone.
La tranvia Vestone-Idro correva su sede propria a fianco della strada del Caffaro, aggirando l'abitato di Lavenone e attraversando il centro abitato di Idro. La stazione terminale di Idro Ponte era situata nei pressi della località Grotte.

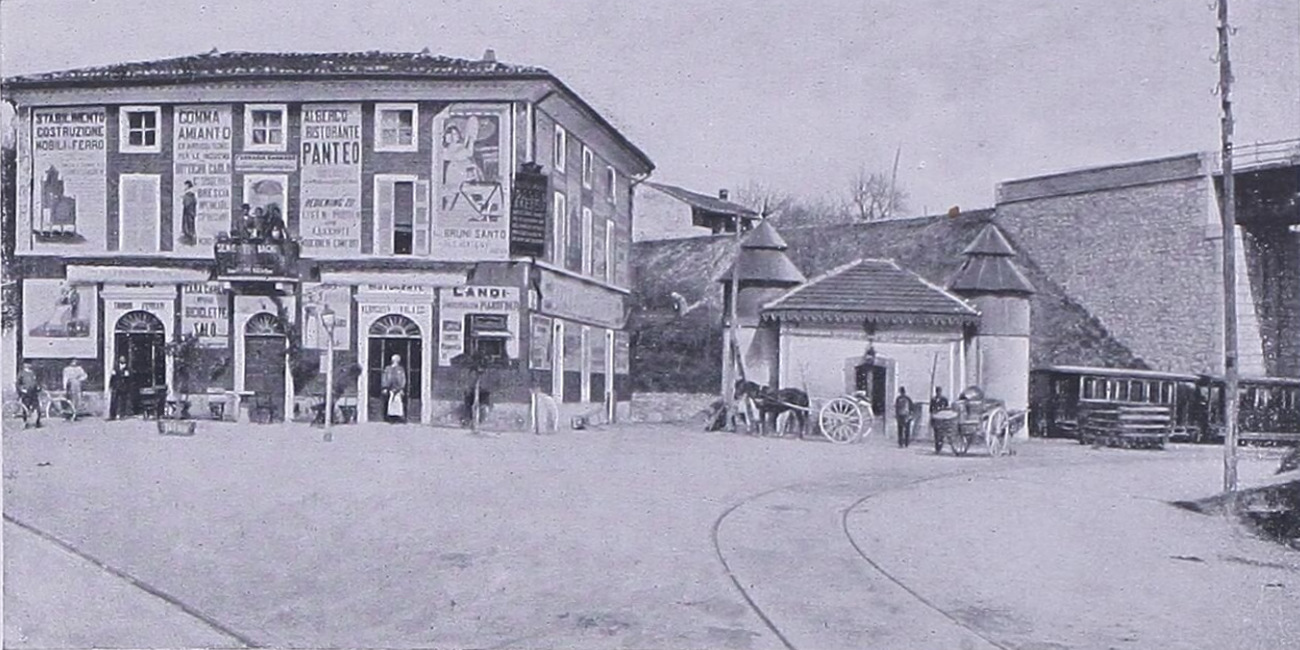
La stazione di Tormini, capolinea della tranvia, nel 1903

## Movimento
Prima dell'apertura del tratto Tormini-Salò, il servizio tranviario si espletava sulla relazione Brescia-Vobarno fino al 1885, quando il capolinea fu spostato a Barghe. Quest'ultimo rimase capolinea fino al settembre 1886, quando fu aperto il tratto fino a Ponte del Re di Nozza.
A partire dal 1º maggio 1887, il servizio fu espletato sulla relazione Tormini-Nozza fino all'apertura del tronco che giungeva a Vestone.
Con l'apertura della tratta fino al Lago d'Idro, il servizio fu espletato con coppie di corse Vestone-Idro separate dalle coppie Tormini-Vestone, ma in coincidenza con le stesse.